# Ursynów
Ursynów (đọc là: [ur'sɨnuf]ⓘ) là quận cực nam của thành phố Warsaw, thủ đô Ba Lan. Quận này có diện tích là 44,6 km², là quận rộng thứ 3 ở Vác-xa-va, chiếm 8,6% diện tích thành phố. Quận này có dân số khoảng 147.000, và là một trong những quận có dân số tăng nhanh nhất tại Warsaw. Gần 25% dân số dưới 18 tuổi.
Phía đông của quận này là khu vực các tòa nhà và căn hộ còn phía nam và tây là các không gian xanh. Cực nam của quận này là rừng Kabaty có diện tích 9,2 km2.

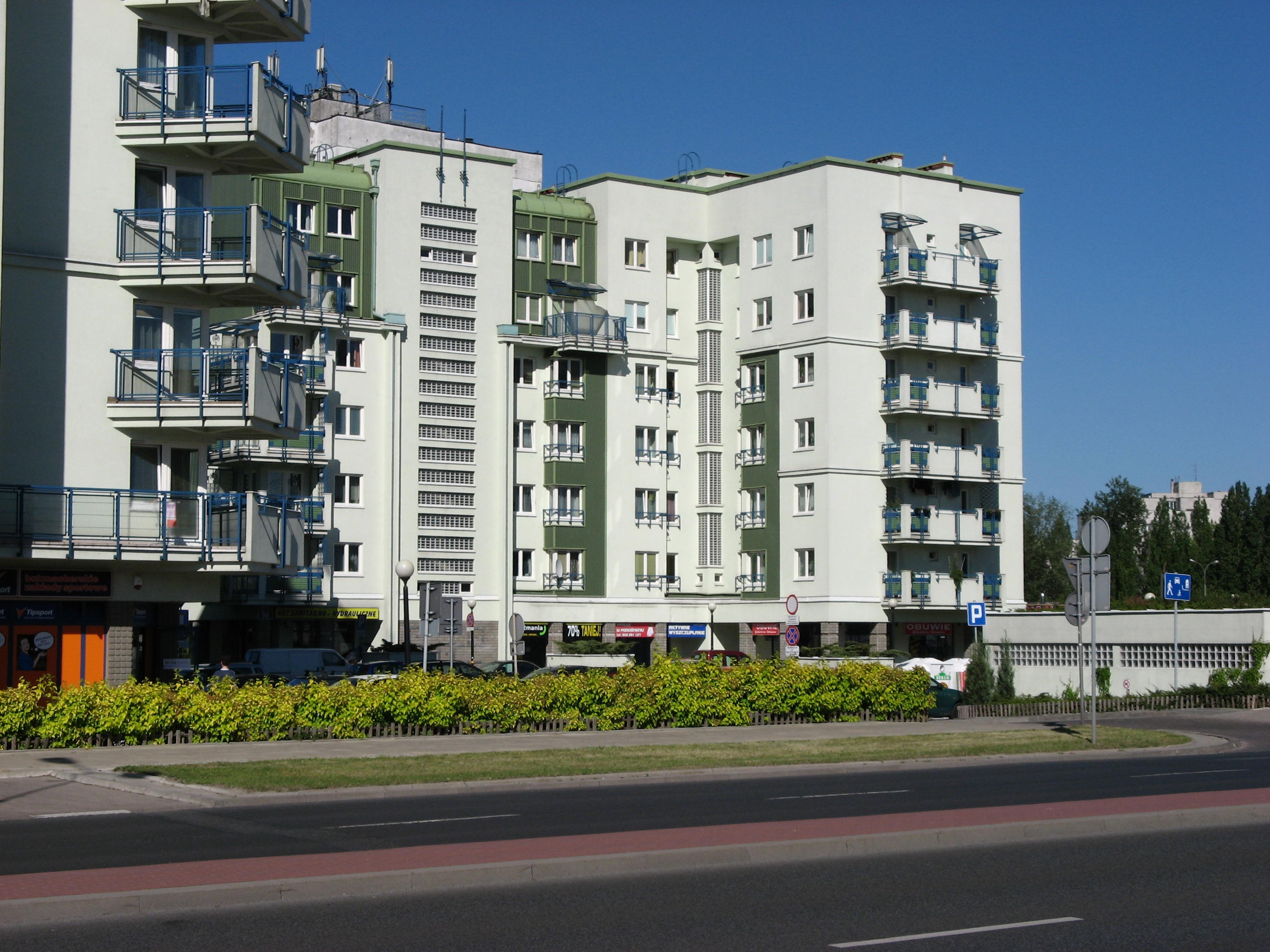
Các toàn nhà dân cư ở Aleja Komisji Edukacji Narodowej